# Aeroportul Takotna
Aeroportul Takotna (IATA: TCT, ICAO: PPCT, FAA LID: TCT) este un aeroport din Yukon-Koyukuk Census Area⁠(d), Unorganized Borough, Alaska, Alaska, Statele Unite ale Americii ce deservește zona Takotna⁠(d). Aeroportul a fost tranzitat în 2019 de 44 de pasageri. A fost numit după zona deservită.
Situat la o altitudine de 129 m, aeroportul dispune de 1 pistă.

## Infrastructură

### Piste
Aeroportul dispune de o singură pistă. Pista 04/22 are suprafața de pietriș și dimensiunile 3.300 picioare × 60 picioare. 